# August Juljewitsch Dawidow

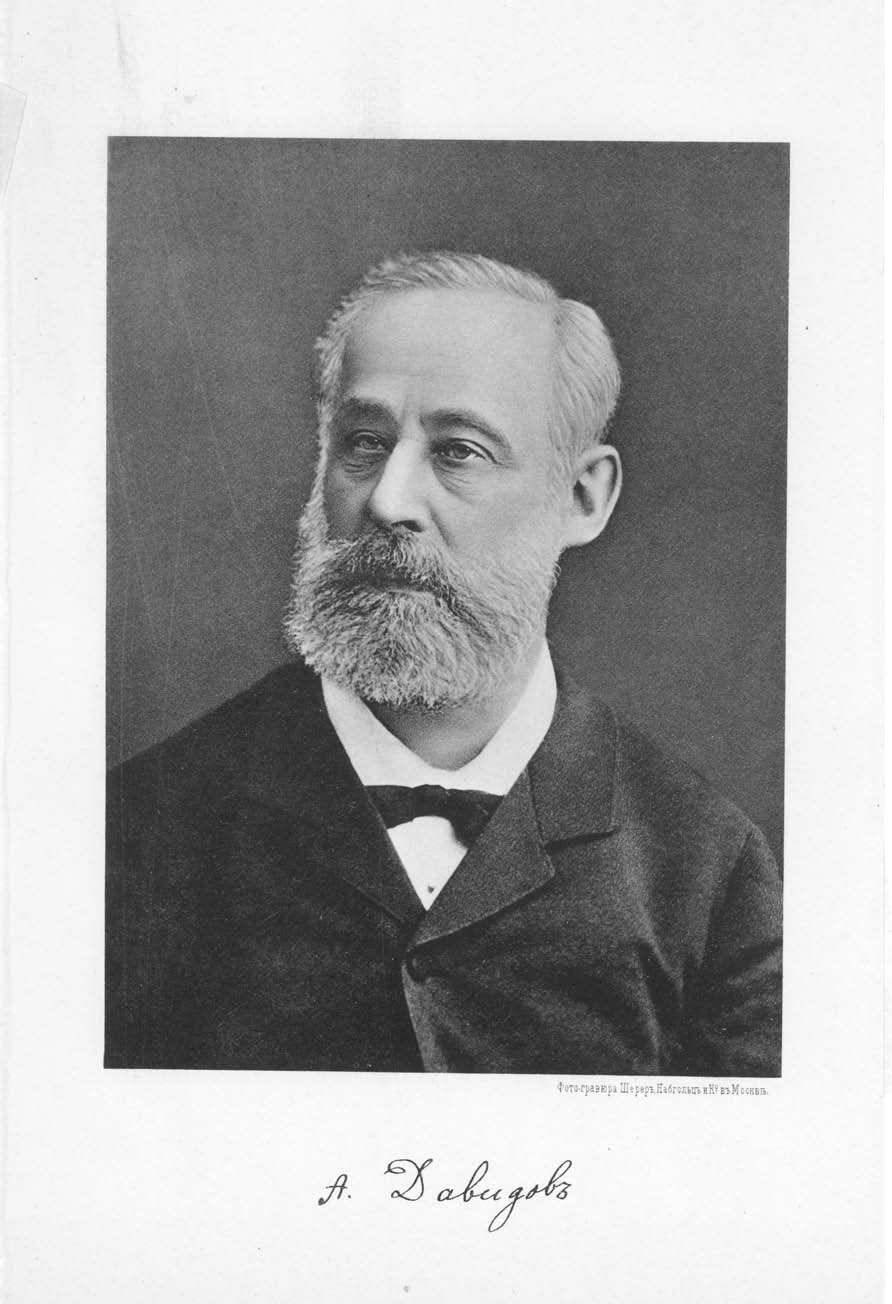
August Juljewitsch Dawidow

August Juljewitsch Dawidow, russisch Август Юльевич Давидов, englische Transkription August Yulevich Davidov, (* 15. Dezember 1823 in Liepāja; † 22. Dezember 1885 in Moskau) war ein russischer Mathematiker.

## Leben
Dawidow wurde als Sohn eines Arztes in eine jüdische Familie in Kurland geboren, sein jüngerer Bruder war der Musiker Karl Dawidow, der später Direktor des Konservatoriums in Sankt Petersburg war. Ab 1839 studierte Dawidow an der Technischen Schule in Moskau. 1841 wandte er sich der Mathematik zu und studierte an der Moskauer Universität bei  Nikolai Dmitrijewitsch Braschman Mathematik und erhielt 1845 für einen mathematischen Aufsatz die Goldmedaille der Universität. 1845 wurde er mit einer Dissertation zur Flüssigkeitsphysik Определение вида поверхности жидкости, заключенной в сосуде promoviert. Für diese Arbeit erhielt er auch den Demidow-Preis. Danach lehrte er Mathematik am Kadettenkorps und Wahrscheinlichkeitstheorie an der Universität. 1851 habilitierte er sich (russischer Doktortitel) mit einer Arbeit über Kapillarität, wurde 1853 Professor für Angewandte Mathematik und erhielt 1859 eine volle Professur an der Universität Moskau. 1862 wurde er Professor für Reine Mathematik, war 1863 bis 1873 Dekan der Fakultät für Physik und Mathematik und wurde 1885 emeritiert.
Er schrieb verbreitete Schulbücher, die sich durch Praxisnähe und viele Abbildungen auszeichneten, und war ab 1862 im Rat des Moskauer Schuldistrikts. Sein Schulbuch über Geometrie erlebte 13 Auflagen von 1863 bis 1889 und sein Algebra-Lehrbuch bis 1883 zehn Auflagen. Er befasste sich vor allem mit Analysis (bestimmte Integrale, partielle Differentialgleichungen), Mechanik (unter anderem Theorie der Dampfmaschinen) und Anwendung der Wahrscheinlichkeitstheorie auf die Statistik und Medizin (worüber er Bücher schrieb).
Zu seinen Schülern zählen Nikolai Bugajew und Nikolai Jegorowitsch Schukowski.
1866 bis 1885 war er Präsident der Moskauer Mathematischen Gesellschaft, die er 1864 mit Braschman gründete. Seine Witwe stiftete nach seinem Tod einen Mathematikpreis unter seinem Namen.
Sein Sohn Alexei Augustowitsch Dawidow (1867–1940) war ein Musiker (Cellist), Industrieller und Bankier, der nach der russischen Revolution in Deutschland lebte und in Berlin starb.